# 化学过程
化學過程在科學上是一種改變一個或多個化學物質或化合物的手段。這類過程的發生，可能由自身或外在所引起，並且涉及某種形式的化學反應。就工程學而言，一個化學過程是使用於生產或工業（見工業過程）的方法，用以改變化學物質或原料的組成成分，通常這些過程可見於化學工廠或化學工業等領域中。
化學過程可能涉及一個或數個步驟，即稱為單元操作（unit operation）。在工廠中，不同的單元操作通常發生在工廠的不同容器或部分中，稱為單元（unit）。

## 單元過程
單元過程（Unit process）是化學工程裡的基礎過程。它與單元操作共同構成變化多端的化學工業的原理。兩者遵循相同的物理定律。
化學工程的單元過程基本上是由下列重要的數種過程所組成：

| - 氧化 - 還原 - 氫化 - 脫氫 - 水解 - 水合 - 鹵化 - 硝化 - 磺化 | - 氨化 - 鹼性融合 - 烷基化 - 烷基化 - 酯化 - 聚合 - 縮合聚合 - 催化 |

## 化學過程的學術研究機構
- 程序研究和發展研究所 （页面存档备份，存于），利茲大學